# Shōnen Jump+
Shōnen Jump+ (少年ジャンプ) és una revista en línia japonesa de publicació de manga shōnen de Shūeisha. Llançada el 22 de setembre de 2014, la revista funciona com una aplicació mòbil i lloc web. Presenta sèries originals, obres autoconclusives i títols d'altres revistes de manga de Shūeisha, incloent edicions digitals de la Shōnen Jump setmanal. Entre els títols notables serialitzats a Shōnen Jump+ s'inclouen Chainsaw Man, Shūmatsu no Harem, Jigokuraku, Spy × Family, Kaiju No. 8 i Dandadan entre d'altres.
Fora de Japó (Corea del Sud i Xina, compten amb versions pròpies) Shūeisha publica els seus mangues de la plataforma a Manga Plus. A partir del 2023, cada nova sèrie manga estrenada a Jump+ s'estrenarà abans o després, almenys en anglès, a Manga Plus.

## Història

### Antecedents
Shūkan Shōnen Jump de Shūeisha va aconseguir una circulació setmanal màxima de 6,53 milions de còpies a la dècada de 1990, tot i que des de llavors el seu nombre de lectors ha disminuït constantment com a resultat del declivi més ampli de la indústria dels mitjans impresos. En resposta, Shūeisha va recórrer a la distribució digital en un intent d'arribar a un públic més ampli.
Es va emetre una edició digital gratuïta de la Shūkan Shōnen Jump com a resultat del terratrèmol i tsunami del Japó del 2011, després que les línies d'enviament i distribució es veiessin afectades pel desastre. Emetre la revista digital era difícil en aquell moment a causa dels diferents fluxos de treball de l'emissió de la versió impresa. El 2012, Shūeisha va llançar l'aplicació de llibreria en línia Jump Book Store, que va gaudir d'un lleu èxit comercial i es va convertir en una inspiració per a Shōnen Jump+.
El 2013, Shūeisha va llançar la plataforma de manga en línia Jump LIVE. Tot i que l'aplicació es va descarregar més de 1 milió de vegades en tres setmanes, el departament editorial va descobrir que contenia massa contingut i que era difícil distingir entre el gratuït i el de pagament. Shūeisha finalment tancaria la plataforma. No obstant això, l'experiència de llançar una plataforma en línia va ajudar la companyia per posteriorment llançar Shōnen Jump+.

### Després del llançament
Shōnen Jump+ es va llançar el 22 de setembre de 2014 amb més de 30 sèries de manga, algunes de les quals es van transferir de Jump LIVE, incloses Ēldlive i Nekoda-biyori. La versió digital de Shūkan Shōnen Jump es pot comprar a la Shōnen Jump+ per 300 iens per número o 900 iens per mes.
En comparació amb la revista física, els títols publicats a la Shōnen Jump+ tenen restriccions editorials més laxes al voltant del contingut explícit. Segons Shuhei Hosono, l'editor en cap, la quantitat d'usuaris actius setmanals va augmentar d'1,1 milions a 1,3 milions entre l'abril i el maig del 2016; Hosono va assenyalar que l'augment va ser catalitzat pel llançament de Fire Punch i Shūmatsu no Harem, que contenen representacions de sexe i violència no permeses a la Shūkan Shōnen Jump. A partir de 2017, Shūkan Shōnen Jump va començar a serialitzar treballs realitzats per artistes que van publicar prèviament a la Shōnen Jump+, com Taishi Tsutsui amb We Never Learn, o Chainsaw Man de Tatsuki Fujimoto.
El 2019 va ser un any de gran avenç per a la plataforma. Spy × Family, que va ser una nova sèrie del 2019, va atreure molts usuaris a l'aplicació, especialment a les usuàries. Després de començar la seva serialització, la proporció d'usuaris va augmentar en un 5%, dels quals entre el 60% i el 65% eren homes. Kanata no Astra va rebre una adaptació d'anime i Hidarikiki no Eren va rebre una adaptació de drama televisiu el 2019; ambdós són títols originals de Shōnen Jump+. A més a més, els seus títols originals van començar a guanyar grans premis. Kanata no Astra va guanyar el 12è Premi Manga Taishō, convertint-se en el primer còmic web en fer-ho.
Manga Plus, una versió global de Shōnen Jump+, es va llançar el 28 de gener de 2019. Una edició internacional de Shōnen Jump+ es va proposar per primera vegada el 2017 com un mitjà per atraure audiències no japoneses; l'aplicació s'ofereix en anglès i espanyol. També el 2019, Shūeisha va produir Marvel × Shōnen Jump+ Super Collaboration, una sèrie de col·laboració amb Marvel Comics composta per set one-shots escrits per diversos artistes de Shūkan Shōnen Jump, inclòs Kazuki Takahashi de Yu-Gi-Oh!. Al desembre de 2020, Deadpool: Samurai va començar la seva serialització a la mateixa plataforma després de l'one-shot d'octubre de 2019.
El 2020, a causa de la pandèmia de COVID-19, alguns títols de la Shōnen Jump+ es van publicar amb un calendari modificat. El departament editorial va llançar un lloc web anomenat Jump Digital Labo (ジャンプ・デジタルラボ) el juliol de 2020, per reclutar propostes de desenvolupament digital. Kaiju No. 8, que s'ha serialitzat des de juliol de 2020, va obtenir 30 milions de pàgines vistes a l'octubre de 2020, convertint-se en el manga de Shōnen Jump+ de creixement més ràpid.

### Mètrica
Per al maig de 2019, es van serialitzar més de 60 títols. L'aplicació havia baixat 10 milions de vegades, a més del lloc web, que tenien 2,5 milions d'usuaris actius setmanals. Va acumular més de 12.000 milions de iens en ingressos per vendes. Fins al febrer de 2022, l'aplicació s'havia descarregat 19 milions de vegades, el lloc web tenia aproximadament 4,6 milions d'usuaris actius setmanals. Shūeisha va estimar que els usuaris de Shōnen Jump+ eren un 65% masculins, i que entre 18 i 24 anys era el grup demogràfic més nombrós amb un 32%.
Jigokuraku va ser la sèrie més popular a la plataforma el 2018, mentre que Spy × Family ha estat el títol més popular des del 2019. Spy × Family es destaca per atraure lectors, especialment dones,. segons Hosono, la tendència de les seves vendes és comparable a Assassination Classroom, un títol d'alt perfil publicat a Shūkan Shōnen Jump.

## Continguts limitats
L'aplicació a iOS bloqueja l'accés a obres de "contingut explícit" com Shūmatsu no Harem i Saotome shimai wa manga no tame nara!?, però està disponible al lloc web i a l'aplicació per a Android.

## Series actualment en publicació
| Títol | Autor(s)                              | Llançament             | Dia de la publicació           | Notes                                               |
| --- | ------------------------------------- | ---------------------- | ------------------------------ | --------------------------------------------------- |
| Let's! Haikyu!? (れっつ!ハイキュー!?, Rettsu! Haikyū!) | Retsu                                 | 22 de setembre de 2014 | Dissabte                       | Transferit de Jump                                  |
| Nekota Biyori (猫田びより) | Kuraku                                | 22 de setembre de 2014 | Diari (de dilluns a divendres) | Transferit de Jump Live                             |
| Hetalia World Stars (ヘタリア World☆Stars, Hetaria World Stars) | Hidekaz Himaruya                      | 22 de setembre de 2014 | Dijous                         | Transferit de Gekkan Birz                           |
| Aharen-san wa Hakarenai (阿波連さんははかれない) | Asato Mizu                            | 29 de gener de 2017    | Cada dos diumenges             |                                                     |
| Susume! Jump Heppoko Tanken-tai! (すすめ!ジャンプへっぽこ探検隊!) | Takeshi Sakurai                       | 16 de febre de 2017    | Un cop al mes                  |                                                     |
| Otome no Teikoku (オトメの帝国) | Torajirō Kishi                        | 22 de novembre de 2017 | Cada dos dimecres              | També a Grand Jump                                  |
| Shūmatsu no Harem: Fantasia (終末のハーレム ファンタジア, Shūmatsu no Harem Fantasia) | LINK, SAVAN                           | 19 d'abril de 2018     | Cada dos diumenges             | Originalment en paral·lel amb Ultra Jump            |
| Bōkyaku Battery (忘却バッテリー) | Eko Mikawa                            | 26 d'abril de 2018     | Cada dos dijous                |                                                     |
| Tomatoypoo no Lycopene (トマトイプーのリコピン) | Kouji Ooishi                          | 9 de juliol de 2018    | Cada dos dilluns               | Transferit de la Jump setmanal                      |
| Rettou Gan no Tensei Majutsushi (劣等眼の転生魔術師) | Yusura Kankitsu, Hinata Yaya          | 30 de desembre de 2018 | Cada dos diumenges             | En paral·lel amb DX Comic, adaptació de la novel·la |
| Demon Slave (魔都精兵のスレイブ, Mato Seihei no Sureibu) | Takahiro, Yōhei Takemura              | 5 de gener de 2019     | Cada dos dissabtes             |                                                     |
| Spy × Family | Tatsuya Endō                          | 25 de març de 2019     | Cada dos diumenges             |                                                     |
| Hime-sama "Gōmon" no Jikan desu (姫様“拷問”の時間です) | Robinson Haruhara, Hirakei            | 2 d'abril de 2019      | Dimarts                        |                                                     |
| Heart Gear | Tsuyoshi Takaki                       | 25 de març de 2019     | Cada dos dimecres              |                                                     |
| Haikyū!!-bu!! (ハイキュー部!!) | Kyouhei Miyajima                      | 13 de març de 2019     | Cada dos dilluns               |                                                     |
| 2.5 Jigen no Yūwaku (2.5次元の誘惑) | Yu Hashimoto                          | 15 de juny de 2019     | Dissabte                       |                                                     |
| Dosanko Gal wa Namara Menkoi (道産子ギャルはなまらめんこい, Dosanko Gyaru ha Namaramenkoi) | Kai Ikada                             | 4 de setembre de 2019  | Cada dos dimecres              |                                                     |
| Kiruru Kill Me (きるる KILL ME) | Yasuhiro Kanō                         | 23 de febrer de 2020   | En pausa                       |                                                     |
| Kimi no Koto ga Dai Dai Dai Dai Daisuki na 100-nin no Kanojo (君のことが大大大大大好きな100人の彼女) | Rikito Nakamura, Yukiko Nozawa        | 23 de febrer de 2020   | Dijous                         | En paral·lel amb Shūkan Young Jump                  |
| Haisha-san, Atattemasu! (歯医者さん、あタってます!) | Sho Yamazaki                          | 16 de març de 2020     | Cada dos dissabtes             |                                                     |
| Oshi no Ko (【推しの子】) | Aka Akasaka, Mengo Yokoyari           | 16 de març de 2020     | Dijous                         | En paral·lel amb Shūkan Young Jump                  |
| Kaiju No. 8 (怪獣8号, Kaijū 8-go) | Naoya Matsumoto                       | 3 de juliol de 2020    | Cada dos divendres             |                                                     |
| Gaming Ojōsama (ゲーミングお嬢様, Gēmingu Ojōsama) | Dai@nani, Mokomoko Yoshio, Masao Maru | 21 de juliol de 2020   | Cada dos dimarts               | Transferencia de Rookie                             |
| Kamonohashi Ron no Kindan Suiri (鴨乃橋ロンの禁断推理) | Akira Amano                           | 11 d'octubre de 2020   | Diumenge                       |                                                     |
| Kuchi ga Saketemo Kimi ni wa (口が裂けても君には) | Akari Kajimoto                        | 10 de novembre de 2020 | Cada dos dimarts               |                                                     |
| Diamond in the rough' (アラガネの子, Aragane no ko) | Nao Sasaki                            | 25 de novembre de 2020 | Cada dos dimecres              |                                                     |
| Hyperinflation (ハイパーインフレーション, Haipāinfurēshon) | Kyū Sumiyoshi                         | 27 de novembre de 2020 | Cada dos divendres             |                                                     |
| Debby the Corsifa wa Makezugirai (デビィ・ザ・コルシファは負けず嫌い, Debii za korushifa wa makezugirai) | Masahiro Hirakata                     | 7 de desembre de 2020  | Dilluns                        |                                                     |
| Dandadan (ダンダダン) | Yukinobu Tatsu                        | 6 d'abril de 2021      | Dimarts                        |                                                     |
| Shūmatsu no Harem: After World (終末のハーレム After World, Shūmatsu no Harem After World) | LINK, Kotaro Shono                    | 19 d'abril de 2018     | Cada dos diumenges             | Segona part de Shūmatsu no Harem                    |
| Kawaisugi Crisis (カワイスギクライシス, Kawaisugi Kuraishisu) | Mitsuru Kido                          | 13 de juliol de 2021   | Dimarts                        | En paral·lel amb Jump Square                        |
| Kami no Manimani (神のまにまに) | Reiji Agasa                           | 29 de juliol de 2021   | Dijous                         |                                                     |
| Kajiki no Ryourinin (神食の料理人, Kajiki no Ryourinin) | Sanami Suzuki                         | 31 de juliol de 2021   | Cada dos dissabtes             |                                                     |
| Godaigo Daigo (ゴダイゴダイゴ) | Kounosuke                             | 20 de setembre de 2021 | Cada dos dilluns               | Sèrie indie                                         |
| Satsuriku no ō (殺戮の王) | Yagi-kun                              | 9 d'octubre de 2021    | Disabte                        | Sèrie indie                                         |
| Kabushiki Gaisha Magilumiere (株式会社マジルミエ, Kabushiki Gaisha Majirumie) | Sekka Iwata, Yu Aoki                  | 20 de novembre de 2021 | Dimecres                       |                                                     |
| Kokoro no Program (ココロのプログラム, Kokoro no Puroguramu) | Nakamura Hinata                       | 31 d'octubre de 2021   | Cada dos diumenges             |                                                     |
| Dragon no Ko (ドラゴンの子, Doragon no Ko) | Kū Tanaka                             | 9 de novembre de 2021  | Cada dos dimarts               | Sèrie indie                                         |
| Sarada Viking (サラダ・ヴァイキング, Sarada Baikingu) | Souichirou                            | 4 de desembre de 2021  | Cada dos dissabtes             |                                                     |
| Destroy Everything (全部ぶっ壊す, Zenbu Bukkowasu) | Teito Heji, Sai Yamagishi             | 5 de desembre de 2021  | Diumenge                       |                                                     |
| Make the Exorcist Fall in Love (エクソシストを堕とせない, Ekusoshisuto wo Otosenai) | Aruma Arima, Masuku Fukayama          | 15 de desembre de 2021 | Cada dos dimecres              |                                                     |
| Stage S (ステージS, Sutēji S) | Tomoya Harikawa                       | 6 de març de 2022      | En pausa                       |                                                     |
| Ramen Aka Neko (ラーメン赤猫) | Angyaman                              | 14 de març de 2022     | Dilluns                        | Sèrie Indie                                         |
| Dragon Quest: Dai no Daibouken - Yuusha Avan to Gokuen no Maou (ドラゴンクエスト ダイの大冒険 勇者アバンと獄炎の魔王, Doragon Kuesto Dai no Daibouken BYuusha Avan to Gokuen no Maou)                                         | Riku Sanjo, Yusaku Shibata            | 19 de març de2022      | Dissabtes                      | En paral·lel ambon V Jump                           |
| Sushi Sister Hunter (スシシスターハンター, Sushi Shisutā Hantā) | Tomoko Machinery                      | 25 de març de 2022     | Cada dos divendres             | Sèrie Indie                                         |
| Koibito Ijou Yuujin Miman (恋人以上友人未満) | Yatoyato                              | 29 de març de 2022     | Dimarts                        |                                                     |
| Junket Bank (ジャンケットバンク, Janketto Banku) | Ikkou Tanaka                          | 30 de març de 2022     | Dimecres                       | En paral·lel amb Shūkan Young Jump                  |
| One Piece Gakuen (ONE PIECE学園) | Sohei Koji, Eiichiro Oda              | 8 d'abril de 2022      | Cada dos divendres             | En paral·lel amb Saikyō Jump                        |
| Marriagetoxin (マリッジトキシン, Marijji Tokishin) | Jomyakun, Mizuki Yoda                 | 20 d'abril de 2022     | Dimecres                       |                                                     |
| Kindergarten WARS (幼稚園WARS) | You Chiba                             | 2 de març de 2023      | Dimecres                       | abans indie                                         |
| Ayakashi Triangle (あやかしトライアングル, Ayakashi Toraianguru) | Kentaro Yabuki                        | 25 de març de 2022     | Dilluns                        | Transferit de Shūkan Shōnen Jump                    |
| Camellia Curtain (カメリアのカーテン, Kameria no Kāten) | Kazusa Inaoka                         | 29 de març de 2022     | Divendres                      |                                                     |
| You & I are polar opposites (正反対な君と僕, Seihantaina kimi to boku) | Kocha Agasawa                         | 2 de març de 2022      | Cada dos dilluns               |                                                     |
| Bakumatsu Tobaku Barbaroi (幕末賭博バルバロイ, Bakumatsu Tobaku Barubaroi) | Homura Kawamoto, Toyotaka Haneda      | 20 de març de 2022     | Divendres                      |                                                     |
| Shin Tokyo (深東京, Shin Tokyo) | Kenji Sakaki                          | 29 de març de 2022     | Dilluns                        |                                                     |
| Teruteru Kensetsu (Kabu) (てるてる建設(株)) | Asako Mabuchi, Kohei Ando             | 6 de juny de 2022      | Cada dos dilluns               |                                                     |
| Chainsaw Man (parte 2) (チェンソーマン 第二部) | Tatsuki Fujimoto                      | 13 e juliol de 2022    | Dimecres                       |                                                     |
| Uchū no Tamago (宇宙の卵) | Rikimaru Hodono                       | 23 de juliol de 2022   | Cada dos dissabtes             | Sèrie limitada curta                                |
| Baby Blooper (ベイビーブルーパー, Beibī Burūpā) | Wakaeru Haruni                        | 29 de juliol de 2022   | Divendres                      |                                                     |
| Leviathan (リバイアサン, Ribaiasan) | Shiro Kuroi                           | 2 d'agost de 2022      | Dimarts                        |                                                     |
| Haru no Yokujitsu (春の翌日) | Yoshihiro Haida                       | 9 d'agost 2022         | Cada dos dimarts               | Sèrie indie                                         |
| Tanukitsune no Gon (タヌキツネのゴン) | Sawaru Mega                           | 11 d'agost de 2022     | Dijous                         |                                                     |
| Tomohiro Hasegawa's Struggle With Digital Drawing -Episode Unreal Engine- (長谷川智広の帰ってきたデジタル作画奮闘記 ～アンリアルエンジン編～, Hasegawa Tomohiro no Kaettekita Dejitaru Sakuga Funtō-ki ~ Anriaru Enjin-hen ~) | Tomohiro Hasegawa                     | 23 d'agost de 2022     | Dimarts                        |                                                     |
| Skeleton Double (スケルトンダブル, Sukeruton Daburu) | Tokaku Kondo                          | 26 d'agost 2022        | Divendres                      |                                                     |
| Ghostbuster Osamu (限界煩悩活劇オサム, Genkai Bonnou Katsugeki Osamu) | Getabako                              | 2 de setembre de 2022  | Divendres                      |                                                     |
| Fuji no Yamai wa Fushi no Yamai (不治の病は不死の病.) | Hechii                                | 6 de setembre de 2022  | Dimarts                        |                                                     |
| 'The Game Devil' (ゲー魔王, Gē Maō) | Kakunoshin Futsuzawa                  | 28 de setembre de 2022 | Cada dos dimecres              |                                                     |
| Chieri no Koi wa 8 Meters (ちえりの恋は8メートル, Chieri no Koi wa 8 Mētoru) | Watari Mitogawa                       | 2 de novembre de 2022  | Diumenge                       |                                                     |
| Giri no Otōto ni Korosareru (義理の弟に殺される) | Morudau                               | 4 de novembre de 2022  | Dimarts                        | Sèrie indie                                         |
| Tajū Jinkaku Kanojo (多重人格彼女) | Homekorosuke & Fanko                  | 9 de novembre de 2022  | Diumenge                       | Sèrie indie                                         |
| Kinnikujima (筋肉島) | Nariaki Narita                        | 15 de novembre de 2022 | Dissabtes                      |                                                     |
| Hōkago Himitsu Club (放課後ひみつクラブ) | Teppei Fukushima                      | 18 de novembre de 2022 | Dimarts                        |                                                     |
| Naruto: Sasuke Retsuden: Uchiha no Matsuei to Tenkyū no Hoshikuzu (NARUTO-ナルト- サスケ烈伝うちはの末裔と天球の星) | Masashi Kishimoto, Shingo Kimura      | 23 de novembre de 2022 | Diumenge                       |                                                     |
| Naruto: Konoha Shinden: Yukemuri Ninpōchō (NARUTO-ナルト- 木ノ葉新伝湯煙忍法帖) | Masashi Kishimoto, Natsuo Sai         | 29 de novembre de 2022 | Dissabte                       |                                                     |
| holoX MEETing (ホロックスみーてぃんぐ！～holoX MEETing!～) | COVER Corporation, Anmitsu Okada      | 1 de novembre de 2022  | Dimarts                        |                                                     |
| Manko☆Chishin - Baka demo Wakaru Koten Bungaku (漫古☆知新-バカでもわかる古典文学-) | Man☆Gatarou                           | 10 de novembre de 2022 | Un cop al mes                  |                                                     |
| Janji (雀児) | Kazuki Hiraoka                        | 21 de novembre de 2022 | Dilluns                        |                                                     |
| Dorei no Watashi-shi Mofumofu Shujin ga Toutokute Kyō mo Buji Shibō (奴隷の私氏 モフモフ主人が尊くて 今日も無事死亡) | Nioshi Noai                           | 25 de novembre de 2022 | Divendres                      | Sèrie indie                                         |

## Series finalitzades
- 5-byou Douwa
- Abyss Rage
- Accel Star
- Active Raid - Kidou Kyoushuushitsu Daihachigakari (adaptació a manga)
- Aejuma-sama no Gakkou
- Akuma no Memumemu-chan
- Ao no Flag
- Ana no Mujina
- Ano Musume wa Yariman
- Anten-sama no haranouchi
- Arata Primal: The New Primitive
- Aurora Node
- Bara to Buta
- Black Clover Gaiden: Quartet Knights
- Bokutachi Hoikuka Koukou 1-nensei
- Borderless Name
- Bubble (adaptació a manga)
- Bye Bye Jinrui
- Cheer Danshi!! Go Breakers
- Chronos Ruler
- Chikyuu Ningen Terra-chan
- Comics: Mancolo
- Dare ga Kenja wo Koroshita ka?
- Darling in the Franxx (adaptació a manga)
- Deadpool: Samurai
- Dorei Yuugi
- Dorei Yuugi Guren
- Dragon Ball Gaiden: Tensei shitara Yamcha Datta Ken
- Dricam!!
- Ēldlive
- Emperor to Issho
- Fire Punch
- Fuji no Yamai wa Fushi no Yamai
- Full Charge!! Kaden-chan
- Ghost Reaper Girl
- Gunjou ni Siren
- Hachuurui-chan wa Natsukanai
- Hana Nochi Hare - Hanadan Next Season
- Hara Hara Sensei
- Heibon doumei
- Hello World (adaptació a manga)
- Henshuu-sha ☆ Momii no Dai Bouken
- Hidarikiki no Eren
- Himitsu no Kajitsu
- Hina-chan Change
- High-Risk Mission Therapy
- iShoujo+
- Itomo tayasuku okonawareru juusan-sai ga ikiru tame no o-shigoto
- Jigokuraku
- Jigokuraku ~Saikyō no Nukenin Gaman no Gabimaru~
- Jūni Taisen (adaptació a manga)
- Kaien no Bell de Oyasumi
- Kanata no Astra
- Karada Sagashi
- Karada Sagashi Kai
- Killer Friends
- Kiss x Death
- Kimetsu no Aima!
- Kimi ga Shinu Made Ato Hyaku Nichi
- Koisuru One Piece
- KoLD8: King of the Living Dead
- Kono Koi wa Kore Ijou Kirei ni Naranai.
- Kōya no Kotobuki Hikōtai (adaptació a manga)
- Kubo Won't Let me Be Invisible
- Kuroko no Basket: Replace Plus
- Land Lock
- Majo no Kaigashuu
- Makai kara Kita Maid-san
- Makui no Rease
- Manken ni Bishoujo
- Marvel × Shōnen Jump+ Super Collaboration
- Mikkakan no Kōfuku (adaptació a manga)
- Moebana
- Moon Land
- Mone-san no Majimesugiru Tsukiaikata
- Muhyo to Rouji no Mahouritsu Soudan Jimusho: Mazoku Magushi-hen
- Mutou to Satou
- My Hero Academia Smash!!
- My Hero Academia: Vigilantes
- Magical Pâtissière Kosaki-chan!!
- Nano Hazard
- Newton no Tsubomi
- Ohisama Birdie
- Oishī Coffe no Ire-kata
- Onsengai no Medusa
- Ore wo Suki Nano wa Omae Dake ka yo (adaptació a manga)
- Ori no Naka no Sorisuto
- Oyakusoku no Neverland
- Pochi Kuro
- Psycho-Pass 3 (adaptació a manga)
- Psycho Pass 3: The First Inspector (adaptació a manga)
- Red List
- Rengoku no Toshi
- Romantic Killer
- Rough Diamond - Manga Gakkou e Youkoso
- Route End
- RWBY: The Official Manga
- Sacchan, Boku wa.
- Saguri-chan Tankentai
- Sekimen Shinaide Sekime-san
- Senpai! Ore no Koe de Iyasa Renaide Kudasai!
- Shi no Tori
- Shokugeki no Sōma - L'étoile
- Shūmatsu no Harem: Britannia Lumiére
- Shūmatsu no Harem: Fantasia (transferit d' Ultra Jump)
- Shōwa Otome Otogibanashi
- Shuukyoku Engage
- Slime Life
- Sōsei no Onmyōji: Tenen Jakko: Nishoku Kokkeiga
- SSSS.Gridman (adaptació a manga)
- Suito-to
- Summer Time Rendering
- Takopī no Genzai
- Tate no Kuni
- Tenjin
- The Serious Succubus Hiragi-san
- Toge Toge
- Tokedase! Mizore-chan
- Tomogui Kyoushitsu
- Tonari no Heya Kara Aegigoe ga Surunde Sukedo...
- Toumei Ningen no Hone
- Tsugihagi Quest
- Ultramarine Magmell (adaptació a manga)
- Vocchi-men
- Wa no Kage
- Wareware wa Uchuujin na no da!!
- World 4u_
- Yagiza no Yuujin
- Yukari-chan
- Youkoso Bourei Sougiya-san
- Yoru no Kagi
- Yoru wo Higashi ni
- Yukimi Daifuku
- Yumizuka Iroha wa Tejun ga Daiji!